# Rogue Entertainment
Rogue Entertainment — компания по разработке компьютерных игр, располагавшаяся в городе Даллас (штат Техас, США). Офис компании располагался в том же здании, что и офис id Software, и между двумя этими компаниями были тесные связи. Все выпущенные игры строились на движках id Software, а также Rogue разработала два дополнения для игр серии Quake: Quake: Dissolution of Eternity и Quake II: Ground Zero.
Основу компании составили бывшие сотрудники Cygnus Studios, занимавшейся в 1994 году разработкой игры Strife. Когда владелец компании решил вернуться в Чикаго, где он вырос, проект Strife был заморожен. Однако часть сотрудников компании это не устроило. Уволившись, бывшие сотрудники основали Rogue Entertainment, которая продолжила разработку игры на основе движка Doom.
Компания прекратила существование в 2001 году после ухода одного из ключевых фигур компании — сооснователя Джима Молине (Jim Molinet). Разработка встала, незавершенный проект Counter-Strike: Condition Zero был передан владельцем Valve разработчику Ritual Entertainment, а многие бывшие сотрудники перешли в Nerve Software.

## Игры, разработанные Rogue Entertainment
- Strife (1996)
- Quake Mission Pack 2: Dissolution of Eternity (1997)
- Quake II: Ground Zero (1998)
- Quake II (1999) (Nintendo 64)
- American McGee's Alice (2000)
- Counter-Strike: Condition Zero (не была закончена, проект был передан Gearbox Software)